# Sigrid van Aken
Sigrid van Aken (geboren am 1. März 1970 in Amsterdam) ist eine niederländische Managerin und seit 2020 Vorstandsvorsitzende der Postcode Lottery Group, die nach der Bill & Melinda Gates Foundation und dem Wellcome Trust als drittgrößter privater Fördermittelgeber der Welt gilt. Die Postcode Lottery Group hat inzwischen 15 Milliarden Euro für gute Zwecke gesammelt.

## Frühes Leben und Karriere
Sigrid van Aken studierte französische Sprache und Literatur an der Universität Utrecht. Ab 1994 arbeitete sie bei der Rabobank in Paris. 1998 wurde sie leitende IT-Beraterin bei KPMG Consulting.
Im Jahr 2002 kam Sigrid van Aken zur VriendenLoterij und zur Nationale Postcode Loterij, den beiden niederländischen Lotterien der Novamedia / Postcode Lottery Group.
Im Jahr 2009 absolvierte sie ein Führungsprogramm am International Institute for Management Development (IMD) in Lausanne, Schweiz.
Nachdem sie während ihrer zwei Jahrzehnte langen Karriere bei der Postcode Lottery Group mehrere leitende und internationale Führungspositionen innehatte und seit 2013 als Vorstandsmitglied/COO tätig gewesen war, übernahm sie 2020 als Nachfolgerin von Boudewijn Poelmann die Rolle des CEO.
Neben ihren Aufgaben im Unternehmen war Sigrid van Aken von 2013 bis 2021 Mitglied des Aufsichtsrats der Amsterdamer Verkehrsbetriebe (GVB).

## Als Vorstandsvorsitzende
Sigrid van Aken ist für alle Niederlassungen und Tätigkeiten der PostcodeLotterien in fünf Ländern verantwortlich: in den Niederlanden (1989), Schweden (2005), Großbritannien (2005), Deutschland (2016), Norwegen (2018) – diese fünf bilden gemeinsam die Postcode Lottery Group. Im Jahr 2024 kündigte die Gruppe die Gründung der Postcode Lottery Foundation in Kanada.
Im Jahr nach ihrer Ernennung zur Vorstandsvorsitzenden wurde Sigrid van Aken eingeladen, beim renommierten Prinsjesdagontbijt (Prinzentag-Frühstück) zu sprechen, das am Prinsjesdag stattfindet und die jährliche Eröffnung des niederländischen Parlamentsjahres markiert.
Seit ihrer Gründung hat die Postcode Lottery Group mehr als 13,5 Milliarden Euro zur Unterstützung von tausenden gemeinnützigen Initiativen auf lokaler und internationaler Ebene bereitgestellt. Nach Angaben der Associated Press gehörte die Gruppe im Jahr 2023 zu den größten privaten Fördermittelgebern in der Ukraine. Sie förderte humanitäre und Menschenrechtsorganisationen, die in der Ukraine tätig sind oder Flüchtlinge unterstützen, mit 155,2 Millionen Euro (165,9 Millionen US-Dollar). Allein die niederländische Postcode Lotterie konnte 100,6 Millionen Euro (113,3 Millionen Dollar) bereitstellen.

## Auszeichnungen und Ehrungen
Sigrid van Aken wurde wiederholt in der niederländischen Publikation Opzij Top 100 als einflussreichste Frau in der Kategorie Wohltätigkeit aufgeführt.
Im Jahr 2020 schaffte sie es auf Platz 59 der Volkskrant Top 200, der Liste der einflussreichsten Niederländer.

## Privatleben
Sigrid van Aken lebt mit ihrer Familie in Amsterdam.